# Cristóbal Ramírez de Cartagena
Cristóbal Ramírez de Cartagena (* vor 1550; † 1594) war ein spanischer Jurist, der 1583 bis 1585 vorübergehend als Vizekönig von Peru amtierte.
Da Ramírez als Richter (Oidor) an der Real Audiencia von Lima tätig war, muss er eine Ausbildung in Rechtswissenschaft in Spanien genossen haben. Zum Zeitpunkt des Todes von Vizekönig Martín Enríquez de Almansa war Ramírez der (dienst-)älteste Richter der Audiencia, dies lässt seine Geburt in die Zeit vor 1550 datieren.
Mit dem Tode Enríquez’ übernahm Ramírez die Amtsgeschäfte und übergab sie mit der Ankunft des neuen Vizekönigs Fernando Torres y Portugal. In die Zeit seiner Amtsführung fällt die Einführung des Buchdruckes in Peru.